# Dendronotus albopunctatus
Dendronotus albopunctatus is een slakkensoort uit de familie van de Dendronotidae. De wetenschappelijke naam van de soort is voor het eerst geldig gepubliceerd in 1972 door Robilliard.